# Освітній омбудсмен
Освітній омбудсмен — посадова особа, на яку Кабінетом Міністрів України покладається виконання завдань із захисту прав у сфері освіти. Першим освітнім омбудсменом України був Сергій Горбачов (2019—2024).

## Створення посади
Інститут освітнього омбудсмена початково запроваджено Законом «Про освіту», прийнятим 5 вересня 2017 року з метою забезпечення належних умов для реалізації права на освіту.
6 червня 2018 року на засіданні уряду Гройсмана було прийнято Постанову «Деякі питання освітнього омбудсмена», якою затверджено Положення про освітнього омбудсмена та Порядок та умови звернення до освітнього омбудсмена.
Міністр освіти і науки України Лілія Гриневич зазначила, що в Україні мають бути розвинені інструменти, що стануть запобіжниками від зловживань в умовах децентралізації, та захистять права учнів, студентів, освітян і науковців.
Інститут мав запрацювати з 1 січня 2019 року. Передбачалося утворення Служби освітнього омбудсмена чисельністю 15 працівників.
Іншою ініціативою Міносвіти в цей період стало започаткування антибулінгової кампанії в українських школах, що включає контроль за підготовкою шкільних психологів. Україна посідає четверте місце в світі за рівнем підліткової агресії.
4 листопада 2019 офіційно запрацювала Служба освітнього омбудсмена під керівництвом Сергія Горбачова. 17 серпня 2024 року Горбачова було звільнено з посади.

## Завдання

### Завдання
1. сприяння реалізації державної політики, спрямованої на забезпечення права людини на здобуття якісної та доступної освіти;
2. здійснення заходів щодо додержання законодавства про освіту;
3. вжиття заходів для забезпечення належних умов для рівного доступу до здобуття освіти;
4. сприяння впровадженню інклюзивної форми навчання;
5. сприяння виконанню Україною міжнародних зобов'язань щодо додержання в Україні прав людини на освіту.

### Можливості
1. розглядати скарги та перевіряти факти, викладені у скаргах;
2. отримувати від закладів освіти та органів управління освітою інформацію, в тому числі з обмеженим доступом;
3. надавати рекомендації закладам освіти, органам управління освітою, повідомляти правоохоронні органи щодо виявлених фактів порушення законодавства;
4. безперешкодно відвідувати органи державної влади, органи місцевого самоврядування, заклади освіти всіх рівнів незалежно від форми власності;
5. надавати консультації здобувачам освіти, їх батькам, законним представникам, а також педагогічним, науково-педагогічним і науковими працівникам;
6. представляти інтереси особи у суді[3].

## Порядок подання скарги і реагування на неї
До освітнього омбудсмена зі скаргами про порушення прав у сфері освіти мають право звернутися здобувачі освіти, їх батьки, законні представники, педагогічні, науково-педагогічні і наукові працівники. Заявник може подати скаргу особисто, а також через уповноважену особу.
Скарга, індивідуальна чи колективна, подається протягом року після виявлення порушення прав у письмовій/електронній формі.
Скарги розглядаються не довше одного календарного місяця, а в особливих випадках — не довше 45 днів.
Освітній омбудсмен вживає таких заходів до поновлення та захисту порушених прав:
- надає рекомендації закладам освіти, органам управління освітою;
- відвідує органи державної влади, органи місцевого самоврядування, заклади освіти всіх рівнів незалежно від форми власності та підпорядкування, а також бере участь у засіданнях державних органів з питань, що належать до його компетенції;
- звертається до органів державної влади, правоохоронних органів щодо виявлених фактів порушення права людини на освіту та законодавства у сфері освіти;
- надає консультації заявнику;
- представляє інтереси заявника у суді.

Після вжиття заходів освітній омбудсмен розробляє пропозиції щодо вдосконалення актів законодавства у сфері освіти, усунення причин та умов, що призводять до порушення прав і законних інтересів заявників.

## Список освітніх омбудсменів
Освітній омбудсмен призначається на посаду Кабінетом Міністрів України строком на п'ять років без права повторного призначення.
1. Горбачов Сергій Іванович (з 14 серпня 2019)[1]
2. Лещик Надія Всеволодівна (з 1 листопада 2024)[9]